# Décathlon aux championnats du monde d'athlétisme 2013
Navigation
Daegu 2011 Pékin 2015
Le concours du décathlon des championnats du monde de 2013 s'est déroulé les 10 et 11 août 2013 dans le Stade Loujniki, le stade olympique de Moscou. il est remporté par l'Américain Ashton Eaton.

## Records et performances

### Records
Les records du décathlon (mondial, des championnats et par continent) étaient avant les championnats 2013 les suivants.
| Record                    | Athlète        | Pays       | Points       | Lieu         | Date              |
| ------------------------- | -------------- | ---------- | ------------ | ------------ | ----------------- |
| Record du monde           | Ashton Eaton   | États-Unis | 9 039 points | Eugene       | 23 juin 2012      |
| Record des championnats   | Tomáš Dvořák   | Tchéquie   | 8 902 points | Edmonton     | 7 août 2001       |
| Record d'Afrique          | Larbi Bouraada | Algérie    | 8 302 points | Ratingen     | 17 juillet 2011   |
| Record d'Asie             | Dmitriy Karpov | Kazakhstan | 8 725 points | Athènes      | 24 août 2004      |
| Record d'Amérique du Nord | Ashton Eaton   | États-Unis | 9 039 points | Eugene       | 23 juin 2012      |
| Record d'Amérique du Sud  | Carlos Chinin  | Brésil     | 8 393 points | São Paulo    | 7-8 juin 2013     |
| Record d'Europe           | Roman Šebrle   | Tchéquie   | 9 026 points | Götzis       | 27 mai 2001       |
| Record d'Océanie          | Jagan Hames    | Australie  | 8 490 points | Kuala Lumpur | 18 septembre 1998 |

### Meilleures performances de l'année 2013
Les dix meilleurs athlètes 2013 sont, avant les championnats, les suivants.
| Rang | Athlète            | Pays        | Points | Lieu        | Date            | 100 mètres | Saut en longueur | Lancer du poids | Saut en hauteur | 400 mètres | 110 m haies | Lancer du disque | Saut à la perche | Lancer du javelot | 1 500 mètres  |
| ---- | ------------------ | ----------- | ------ | ----------- | --------------- | ---------- | ---------------- | --------------- | --------------- | ---------- | ----------- | ---------------- | ---------------- | ----------------- | ------------- |
| 1    | Pascal Behrenbruch | Allemagne   | 8 514  | Ratingen    | 16 juin 2013    | 10 s 73    | 6,94 m           | 15,89 m         | 1,97 m          | 48 s 60    | 14 s 17     | 48,25 m          | 5,00 m           | 67,59 m           | 4 min 30 s 26 |
| 2    | Michael Schrader   | Allemagne   | 8 427  | Ulm         | 23 mai 2013     | 10 s 52    | 7,82 m           | 14,74 m         | 1,90 m          | 49 s 84    | 14 s 02     | 45,62 m          | 4,80 m           | 62,99 m           | 4 min 29 s 50 |
| 3    | Carlos Chinin      | Brésil      | 8 393  | São Paulo   | 8 juin 2013     | 10 s 85    | 7,55 m           | 15,28 m         | 2,04 m          | 48 s 18    | 14 s 08     | 42,46 m          | 4,90 m           | 59,58 m           | 4 min 34 s 77 |
| 4    | Andrei Krauchanka  | Biélorussie | 8 390  | Florence    | 3 mai 2013      | 11 s 16    | 7,39 m           | 14,76 m         | 2,07 m          | 49 s 27    | 14 s 11     | 46,04 m          | 5,05 m           | 60,59 m           | 4 min 30 s 11 |
| 4    | Kevin Mayer        | France      | 8 390  | Tallinn     | 30 juin 2013    | 11 s 04    | 7,63 m           | 14,95 m         | 2,04 m          | 49 s 50    | 14 s 39     | 44,89 m          | 4,9 m            | 60,04 m           | 4 min 21 s 95 |
| 6    | Kai Kazmirek       | Allemagne   | 8 366  | Tampere     | 12 juillet 2013 | 10 s 81    | 7,58 m           | 13,09 m         | 2,07 m          | 46 s 98    | 14 s 35     | 44,77 m          | 5,2 m            | 52,69 m           | 4 min 34 s 46 |
| 7    | Ilya Shkurenyov    | Russie      | 8 354  | Tcheboksary | 6 juin 2013     | 10 s 91    | 7,54 m           | 13,77 m         | 2,05 m          | 49 s 35    | 14 s 13     | 45,28 m          | 5,3 m            | 55,91 m           | 4 min 35 s 71 |
| 8    | Eelco Sintnicolaas | Pays-Bas    | 8 322  | Nottwil     | 30 juin 2013    | 10 s 94    | 7,16 m           | 13,53 m         | 1,98 m          | 48 s 16    | 13 s 92     | 43,17 m          | 5,4 m            | 56,62 m           | 4 min 25 s 51 |
| 9    | Damian Warner      | Canada      | 8 307  | Götzis      | 26 mai 2013     | 10 s 36    | 7,4 m            | 13,55 m         | 2,09 m          | 49 s 58    | 13 s 92     | 42,99 m          | 4,56 m           | 62,84 m           | 4 min 37 s 37 |
| 10   | Johannes Hock      | Allemagne   | 8 293  | Waco        | 4 mai 2013      | 10 s 78    | 7,46 m           | 15,4 m          | 1,94 m          | 49 s 80    | 14 s 86     | 53,85 m          | 4,69 m           | 63,63 m           | 4 min 45 s 82 |

## Engagés
Pour se qualifier, il faut avoir réalisé au moins 8 200 points (minimum A) ou 8 000 points (minimum B) entre le 1er janvier 2012 et le 29 juillet 2013.
Trente-six décathloniens sont engagés, dont quatre Américains et quatre Allemands (Hardee en tant que champion du monde et Behrenbruch en tant que champion d'Europe). Tous ont dépassé, en 2012 ou 2013, les 8 000 points sauf l'Argentin Román Gastaldi et le Malgache Ali Kamé, respectivement champions sud-américain et africain. Parmi ceux qui ont dépassé 8 200 points et qui seront absents, il faut remarquer trois autres Allemands, dont Kai Kazmirek et Johannes Hock pourtant dans la liste des dix meilleurs de l'année, le Tchèque Adam Helcelet et le Cubain Yordani García (mais ce dernier avec moins de 8 200 points en 2013).
- Román Gastaldi, champion sud-américain, 7 826 points
- Hans Van Alphen, 8 519 pts
- Thomas Van der Plaetsen, 8 164 pts
- Andrei Krauchanka, 8 617 pts, 8 390 en 2013
- Eduard Mikhan, 8 152 pts
- Carlos Chinin, 8 393 pts
- Damian Warner, 8 442 pts lors des Jeux à Londres
- Leonel Suárez, 8 654 pts, 8 523 lors des mêmes Jeux
- Mikk Pahapill, 8 398 pts
- Maicel Uibo, 8 223 pts
- Kevin Mayer, 8 447 pts
- Gaël Quérin, 8 146 pts
- Ashley Bryant, 8 070 pts, ne prend pas part à l'épreuve
- Pascal Behrenbruch, 8 558 pts lors des Championnats d'Europe
- Rico Freimuth, 8 448 pts
- Jan Felix Knobel, 8 288 pts
- Michael Schrader, 8 522 pts
- Kurt Felix, 8 062 pts
- Keisuke Ushiro, 8 073 pts
- Dmitriy Karpov, 8 725 pts, champion asiatique
- Ali Kamé, 7 685 pts
- Pelle Rietveld, 8 073 pts
- Eelco Sintnicolaas, 8 506 pts
- Ingmar Vos, 8 224 pts
- Brent Newdick, 8 114 pts
- Willem Coertzen, 8 244 pts
- Artem Lukyanenko, 8 085 pts
- Ilya Shkurenyov, 8 279 pts
- Sergey Sviridov, 8 365 pts
- Mihail Dudaš, 8 256 pts
- Marcus Nilsson, 8 104 pts
- Oleksiy Kasyanov, 8 479 pts
- Ashton Eaton, 9 039 pts
- Trey Hardee, 8 790 pts
- Gunnar Nixon, 8 198 pts
- Jeremy Taiwo, 8 239 pts

## Médaillés
| Or           | Argent           | Bronze        |
| Ashton Eaton | Michael Schrader | Damian Warner |

## Meilleures performances par épreuves
Lors des championnats du monde précédents, voici les meilleures performances réalisées lors des décathlons :
- 100 m : 10 s 34 par Chris Huffins (USA) en 1995
- Long. : 8,07 m par Tomáš Dvořák (CZE) en 2001
- Poids : 17,54 m par Michael Smith (CAN) en 1997
- Hauteur : 2,25 m par Christian Schenk (GDR) en 1987
- 400 m : 46 s 21 par Dean Macey (GBR) en 2001
- Première journée : 4 638 points par le même Dean Macey en 2001
- 110 m h : 13 s 55 par Frank Busemann (GER) en 1997
- Disque : 53,68 m par Bryan Clay (USA) en 2005
- Perche : 5,50 m par Sébastien Levicq (FRA) en 1999
- Javelot : 72,00 m par Bryan Clay (USA) en 2005
- 1 500 m : 4 min 11 s 82 Beat Gähwiler (SUI) en 1991

## Résultats

### Résultats finaux
| Rang               | Athlète                 | Nationalité      | Points | Notes |
| ------------------ | ----------------------- | ---------------- | ------ | ----- |
| Médaille d'or      | Ashton Eaton            | États-Unis       | 8 809  | WL    |
| Médaille d'argent  | Michael Schrader        | Allemagne        | 8 670  | PB    |
| Médaille de bronze | Damian Warner           | Canada           | 8 512  | PB    |
| 4                  | Kevin Mayer             | France           | 8 446  | PB    |
| 5                  | Eelco Sintnicolaas      | Pays-Bas         | 8 391  | SB    |
| 6                  | Carlos Chinin           | Brésil           | 8 388  |       |
| 7                  | Rico Freimuth           | Allemagne        | 8 382  | PB    |
| 8                  | Ilya Shkurenyov         | Russie           | 8 370  | PB    |
| 9                  | Willem Coertzen         | Afrique du Sud   | 8 343  | AR    |
| 10                 | Leonel Suárez           | Cuba             | 8 317  | SB    |
| 11                 | Pascal Behrenbruch      | Allemagne        | 8 316  |       |
| 12                 | Andrei Krauchanka       | Biélorussie      | 8 314  |       |
| 13                 | Gunnar Nixon            | États-Unis       | 8 312  | PB    |
| 14                 | Mihail Dudas            | Serbie           | 8 275  | NR    |
| 15                 | Thomas Van der Plaetsen | Belgique         | 8 255  | PB    |
| 16                 | Artem Lukyanenko        | Russie           | 8 177  | PB    |
| 17                 | Mikk Pahapill           | Estonie          | 8 170  | SB    |
| 18                 | Eduard Mikhan           | Biélorussie      | 7 968  |       |
| 19                 | Maicel Uibo             | Estonie          | 7 850  |       |
| 20                 | Sergey Sviridov         | Russie           | 7 843  |       |
| 21                 | Pelle Rietveld          | Pays-Bas         | 7 840  | SB    |
| 22                 | Keisuke Ushiro          | Japon            | 7 751  |       |
| 23                 | Brent Newdick           | Nouvelle-Zélande | 7 744  | SB    |
| 24                 | Marcus Nilsson          | Suède            | 7 540  |       |
| 25                 | Gaël Quérin             | France           | 6 846  |       |
| -                  | Ashley Bryant           | Royaume-Uni      |        | DNS   |
| -                  | Trey Hardee             | États-Unis       |        | DNF   |
| -                  | Román Gastaldi          | Argentine        |        | DNF   |
| -                  | Oleksiy Kasyanov        | Ukraine          |        | DNF   |
| -                  | Kurt Felix              | Grenade          |        | DNF   |
| -                  | Kame Ali                | Madagascar       |        | DNF   |
| -                  | Jeremy Taiwo            | États-Unis       |        | DNF   |
| -                  | Ingmar Vos              | Pays-Bas         |        | DNF   |
| -                  | Dmitriy Karpov          | Kazakhstan       |        | DNF   |

### Résultats par discipline
| 100 mètres | 100 mètres | 100 mètres              | 100 mètres       | 100 mètres | 100 mètres | 100 mètres |
| Rang       | Séries     | Athlète                 | Nationalité      | Temps      | Points     | Notes      |
| ---------- | ---------- | ----------------------- | ---------------- | ---------- | ---------- | ---------- |
| 1          | 4          | Ashton Eaton            | États-Unis       | 10 s 35    | 1011       | SB         |
| 2          | 4          | Damian Warner           | Canada           | 10 s 43    | 992        |            |
| 3          | 4          | Trey Hardee             | États-Unis       | 10 s 52    | 970        | SB         |
| 4          | 4          | Rico Freimuth           | Allemagne        | 10 s 60    | 952        |            |
| 5          | 4          | Mihail Dudaš            | Serbie           | 10 s 67    | 935        | PB         |
| 6          | 4          | Michael Schrader        | Allemagne        | 10 s 73    | 922        |            |
| 7          | 3          | Carlos Chinin           | Brésil           | 10 s 78    | 910        | PB         |
| 8          | 4          | Gunnar Nixon            | États-Unis       | 10 s 84    | 897        |            |
| 9          | 4          | Eelco Sintnicolaas      | Pays-Bas         | 10 s 85    | 894        |            |
| 10         | 2          | Pascal Behrenbruch      | Allemagne        | 10 s 95    | 872        | SB         |
| 10         | 2          | Willem Coertzen         | Afrique du Sud   | 10 s 95    | 872        | SB         |
| 11         | 3          | Jeremy Taiwo            | États-Unis       | 10 s 96    | 870        |            |
| 13         | 3          | Ilya Shkurenev          | Russie           | 10 s 97    | 867        |            |
| 13         | 4          | Eduard Mikhan           | Biélorussie      | 10 s 97    | 867        |            |
| 15         | 3          | Sergey Sviridov         | Russie           | 10 s 98    | 865        |            |
| 15         | 2          | Ingmar Vos              | Pays-Bas         | 10 s 98    | 865        | SB         |
| 17         | 1          | Oleksiy Kasyanov        | Ukraine          | 10 s 99    | 863        | SB         |
| 18         | 1          | Leonel Suárez           | Cuba             | 11 s 07    | 845        | SB         |
| 19         | 2          | Thomas van der Plaetsen | Belgique         | 11 s 09    | 841        | PB         |
| 20         | 3          | Artem Lukyanenko        | Russie           | 11 s 11    | 836        |            |
| 21         | 1          | Brent Newdick           | Nouvelle-Zélande | 11 s 14    | 830        | SB         |
| 22         | 3          | Pelle Rietveld          | Pays-Bas         | 11 s 15    | 827        |            |
| 23         | 2          | Gaël Quérin             | France           | 11 s 19    | 819        |            |
| 23         | 2          | Andrei Krauchanka       | Biélorussie      | 11 s 19    | 819        |            |
| 25         | 1          | Kurt Felix              | Grenade          | 11 s 20    | 817        | SB         |
| 25         | 1          | Román Gastaldi          | Argentine        | 11 s 20    | 817        | SB         |
| 27         | 3          | Maicel Uibo             | Estonie          | 11 s 21    | 814        |            |
| 28         | 3          | Kevin Mayer             | France           | 11 s 23    | 810        |            |
| 29         | 1          | Mikk Pahapill           | Estonie          | 11 s 33    | 789        |            |
| 29         | 3          | Dmitriy Karpov          | Kazakhstan       | 11 s 37    | 780        |            |
| 31         | 2          | Marcus Nilsson          | Suède            | 11 s 42    | 769        |            |
| 32         | 1          | Keisuke Ushiro          | Japon            | 11 s 44    | 765        | SB         |
| 33         | 1          | Ali Kamé                | Madagascar       | 11 s 48    | 757        |            |
|            | 2          | Ashley Bryant           | Royaume-Uni      | DNS        | 0          |            |

| Saut en longueur | Saut en longueur | Saut en longueur        | Saut en longueur | Saut en longueur | Saut en longueur | Saut en longueur |
| Rang             | Groupe           | Athlète                 | Nationalité      | Résultats        | Points           | Notes            |
| ---------------- | ---------------- | ----------------------- | ---------------- | ---------------- | ---------------- | ---------------- |
| 1                | A                | Michael Schrader        | Allemagne        | 7,85 m           | 1022             | SB               |
| 2                | A                | Gunnar Nixon            | États-Unis       | 7,80 m           | 1010             | PB               |
| 3                | A                | Ashton Eaton            | États-Unis       | 7,73 m           | 992              | SB               |
| 4                | A                | Eelco Sintnicolaas      | Pays-Bas         | 7,65 m           | 972              | PB               |
| 5                | A                | Thomas van der Plaetsen | Belgique         | 7,64 m           | 970              |                  |
| 6                | A                | Carlos Chinin           | Brésil           | 7,54 m           | 945              |                  |
| 7                | B                | Jeremy Taiwo            | États-Unis       | 7,53 m           | 942              | PB               |
| 8                | A                | Mihail Dudaš            | Serbie           | 7,51 m           | 937              |                  |
| 9                | A                | Kevin Mayer             | France           | 7,50 m           | 935              |                  |
| 10               | B                | Ingmar Vos              | Pays-Bas         | 7,45 m           | 865              | SB               |
| 11               | B                | Willem Coertzen         | Afrique du Sud   | 7,44 m           | 920              | SB               |
| 12               | A                | Eduard Mikhan           | Biélorussie      | 7,42 m           | 915              |                  |
| 13               | A                | Kurt Felix              | Grenade          | 7,41 m           | 913              |                  |
| 14               | A                | Andrei Krauchanka       | Biélorussie      | 7,39 m           | 908              |                  |
| 14               | B                | Damian Warner           | Canada           | 7,39 m           | 908              |                  |
| 16               | B                | Trey Hardee             | États-Unis       | 7,35 m           | 898              | SB               |
| 17               | A                | Ilya Shkurenev          | Russie           | 7,35 m           | 898              |                  |
| 18               | B                | Leonel Suárez           | Cuba             | 7,33 m           | 893              | SB               |
| 19               | B                | Sergey Sviridov         | Russie           | 7,30 m           | 886              | SB               |
| 20               | B                | Brent Newdick           | Nouvelle-Zélande | 7,28 m           | 881              | SB               |
| 21               | A                | Oleksiy Kasyanov        | Ukraine          | 7,27 m           | 878              |                  |
| 22               | A                | Maicel Uibo             | Estonie          | 7,26 m           | 876              |                  |
| 23               | A                | Rico Freimuth           | Allemagne        | 7,22 m           | 866              |                  |
| 24               | B                | Pascal Behrenbruch      | Allemagne        | 7,19 m           | 859              | SB               |
| 25               | A                | Gaël Quérin             | France           | 7,18 m           | 857              |                  |
| 26               | B                | Mikk Pahapill           | Estonie          | 7,12 m           | 842              |                  |
| 27               | B                | Artem Lukyanenko        | Russie           | 7,09 m           | 835              |                  |
| 28               | B                | Román Gastaldi          | Argentine        | 6,89 m           | 788              |                  |
| 29               | B                | Keisuke Ushiro          | Japon            | 6,84 m           | 776              |                  |
| 30               | B                | Ali Kamé                | Madagascar       | 6,72 m           | 748              | SB               |
| 31               | B                | Pelle Rietveld          | Pays-Bas         | 6,68 m           | 739              |                  |
| 32               | B                | Marcus Nilsson          | Suède            | 6,62 m           | 725              |                  |
| 33               | B                | Dmitriy Karpov          | Kazakhstan       | 6,59 m           | 718              |                  |
|                  | A                | Ashley Bryant           | Royaume-Uni      | DNS              | 0                |                  |

| Lancer du poids | Lancer du poids | Lancer du poids         | Lancer du poids  | Lancer du poids | Lancer du poids | Lancer du poids |
| Rang            | Groupe          | Athlète                 | Nationalité      | Résultats       | Points          | Notes           |
| --------------- | --------------- | ----------------------- | ---------------- | --------------- | --------------- | --------------- |
| 1               | A               | Pascal Behrenbruch      | Allemagne        | 15,86 m         | 843             |                 |
| 2               | A               | Dmitriy Karpov          | Kazakhstan       | 15,39 m         | 814             |                 |
| 3               | A               | Mikk Pahapill           | Estonie          | 14,87 m         | 782             |                 |
| 4               | A               | Andrei Krauchanka       | Biélorussie      | 14,84 m         | 780             |                 |
| 5               | A               | Marcus Nilsson          | Suède            | 14,81 m         | 778             |                 |
| 6               | A               | Rico Freimuth           | Allemagne        | 14,80 m         | 777             |                 |
| 7               | A               | Gunnar Nixon            | États-Unis       | 14,68 m         | 770             | PB              |
| 8               | A               | Trey Hardee             | États-Unis       | 14,61 m         | 766             |                 |
| 9               | A               | Michael Schrader        | Allemagne        | 14,56 m         | 763             |                 |
| 10              | A               | Carlos Chinin           | Brésil           | 14,49 m         | 758             |                 |
| 11              | A               | Artem Lukyanenko        | Russie           | 14,43 m         | 755             |                 |
| 12              | A               | Ashton Eaton            | États-Unis       | 14,39 m         | 752             |                 |
| 13              | B               | Damian Warner           | Canada           | 14,23 m         | 742             | PB              |
| 14              | B               | Leonel Suárez           | Cuba             | 14,20 m         | 741             | SB              |
| 15              | A               | Sergey Sviridov         | Russie           | 14,20 m         | 741             |                 |
| 16              | A               | Eduard Mikhan           | Biélorussie      | 14,15 m         | 738             |                 |
| 17              | B               | Eelco Sintnicolaas      | Pays-Bas         | 14,08 m         | 733             |                 |
| 18              | A               | Oleksiy Kasyanov        | Ukraine          | 14,05 m         | 731             |                 |
| 19              | B               | Román Gastaldi          | Argentine        | 13,96 m         | 726             | SB              |
| 20              | B               | Ilya Shkurenev          | Russie           | 13,88 m         | 721             |                 |
| 21              | B               | Willem Coertzen         | Afrique du Sud   | 13,88 m         | 721             | SB              |
| 22              | B               | Brent Newdick           | Nouvelle-Zélande | 13,84 m         | 719             | SB              |
| 23              | B               | Ingmar Vos              | Pays-Bas         | 13,81 m         | 717             |                 |
| 24              | A               | Kevin Mayer             | France           | 13,76 m         | 714             |                 |
| 25              | B               | Maicel Uibo             | Estonie          | 13,68 m         | 709             | PB              |
| 26              | B               | Thomas van der Plaetsen | Belgique         | 13,57 m         | 702             | PB              |
| 27              | A               | Mihail Dudaš            | Serbie           | 13,45 m         | 695             |                 |
| 28              | B               | Pelle Rietveld          | Pays-Bas         | 13,21 m         | 680             |                 |
| 29              | B               | Keisuke Ushiro          | Japon            | 13,17 m         | 678             |                 |
| 30              | B               | Gaël Quérin             | France           | 13,03 m         | 669             |                 |
| 31              | B               | Jeremy Taiwo            | États-Unis       | 12,99 m         | 667             |                 |
| 32              | B               | Kurt Felix              | Grenade          | 12,95 m         | 664             | SB              |
| 33              | B               | Ali Kamé                | Madagascar       | 12,73 m         | 651             | SB              |
|                 | B               | Ashley Bryant           | Royaume-Uni      | DNS             | 0               |                 |

| Saut en hauteur | Saut en hauteur | Saut en hauteur         | Saut en hauteur  | Saut en hauteur | Saut en hauteur | Saut en hauteur |
| Rang            | Groupe          | Athlète                 | Nationalité      | Résultats       | Points          | Notes           |
| --------------- | --------------- | ----------------------- | ---------------- | --------------- | --------------- | --------------- |
| 1               | A               | Gunnar Nixon            | États-Unis       | 2,14 m          | 934             |                 |
| 2               | A               | Andrei Krauchanka       | Biélorussie      | 2,11 m          | 906             | SB              |
| 3               | A               | Maicel Uibo             | Estonie          | 2,11 m          | 906             |                 |
| 4               | B               | Kurt Felix              | Grenade          | 2,08 m          | 878             | SB              |
| 5               | A               | Willem Coertzen         | Afrique du Sud   | 2,05 m          | 850             | PB              |
| 6               | A               | Ilya Shkurenev          | Russie           | 2,05 m          | 850             | SB              |
| 7               | A               | Thomas Van Der Plaetsen | Belgique         | 2,05 m          | 850             |                 |
| 8               | B               | Ingmar Vos              | Pays-Bas         | 2,05 m          | 850             | SB              |
| 9               | A               | Kevin Mayer             | France           | 2,05 m          | 850             | SB              |
| 10              | A               | Damian Warner           | Canada           | 2,05 m          | 850             |                 |
| 11              | A               | Eelco Sintnicolaas      | Pays-Bas         | 2,02 m          | 822             |                 |
| 12              | B               | Brent Newdick           | Nouvelle-Zélande | 2,02 m          | 822             | PB              |
| 13              | B               | Michael Schrader        | Allemagne        | 1,99 m          | 794             | PB              |
| 14              | B               | Pascal Behrenbruch      | Allemagne        | 1,99 m          | 794             | SB              |
| 15              | A               | Artem Lukyanenko        | Russie           | 1,99 m          | 794             |                 |
| 16              | B               | Rico Freimuth           | Allemagne        | 1,99 m          | 794             | PB              |
| 17              | A               | Mikk Pahapill           | Estonie          | 1,99 m          | 794             |                 |
| 18              | A               | Mihail Dudas            | Serbie           | 1,96 m          | 767             |                 |
| 19              | A               | Carlos Chinin           | Brésil           | 1,96 m          | 767             |                 |
| 20              | A               | Eduard Mikhan           | Biélorussie      | 1,96 m          | 767             |                 |
| 21              | A               | Keisuke Ushiro          | Japon            | 1,96 m          | 767             |                 |
| 22              | B               | Ashton Eaton            | États-Unis       | 1,93 m          | 740             | SB              |
| 23              | A               | Sergey Sviridov         | Russie           | 1,90 m          | 714             |                 |
| 24              | B               | Ali Kamé                | Madagascar       | 1,90 m          | 714             | SB              |
| 25              | B               | Gaël Quérin             | France           | 1,90 m          | 714             |                 |
| 26              | B               | Pelle Rietveld          | Pays-Bas         | 1,90 m          | 714             | SB              |
| 27              | B               | Oleksiy Kasyanov        | Ukraine          | 1,90 m          | 714             | SB              |
| 28              | B               | Leonel Suárez           | Cuba             | 1,90 m          | 714             | SB              |
| 29              | B               | Román Gastaldi          | Argentine        | 1,87 m          | 687             |                 |
| 30              | B               | Marcus Nilsson          | Suède            | 1,87 m          | 687             |                 |
|                 | B               | Trey Hardee             | États-Unis       | NM              | 0               |                 |
|                 | A               | Jeremy Taiwo            | États-Unis       | DNS             | 0               |                 |
|                 | B               | Dmitriy Karpov          | Kazakhstan       | DNS             | 0               |                 |
|                 | B               | Ashley Bryant           | Royaume-Uni      | DNS             | 0               |                 |

| 400 mètres | 400 mètres | 400 mètres              | 400 mètres       | 400 mètres | 400 mètres | 400 mètres |
| Rang       | Séries     | Athlète                 | Nationalité      | Temps      | Points     | Notes      |
| ---------- | ---------- | ----------------------- | ---------------- | ---------- | ---------- | ---------- |
| 1          | 4          | Ashton Eaton            | États-Unis       | 46 s 02    | 1007       |            |
| 2          | 2          | Michael Schrader        | Allemagne        | 47 s 66    | 926        | PB         |
| 3          | 1          | Mihail Dudas            | Serbie           | 47 s 73    | 922        | SB         |
| 3          | 4          | Rico Freimuth           | Allemagne        | 48 s 05    | 907        | SB         |
| 5          | 1          | Leonel Suárez           | Cuba             | 48 s 21    | 899        | SB         |
| 6          | 4          | Eelco Sintnicolaas      | Pays-Bas         | 48 s 25    | 897        |            |
| 7          | 3          | Willem Coertzen         | Afrique du Sud   | 48 s 32    | 894        | PB         |
| 8          | 3          | Ilya Shkurenev          | Russie           | 48 s 39    | 890        | PB         |
| 9          | 4          | Pascal Behrenbruch      | Allemagne        | 48 s 40    | 890        | PB         |
| 10         | 4          | Damian Warner           | Canada           | 48 s 41    | 889        |            |
| 10         | 3          | Gunnar Nixon            | États-Unis       | 48 s 56    | 882        | SB         |
| 12         | 4          | Pelle Rietveld          | Pays-Bas         | 48 s 67    | 877        |            |
| 12         | 4          | Gaël Quérin             | France           | 48 s 78    | 872        |            |
| 14         | 4          | Carlos Chinin           | Brésil           | 48 s 80    | 871        |            |
| 15         | 3          | Eduard Mikhan           | Biélorussie      | 48 s 80    | 871        | SB         |
| 16         | 3          | Thomas Van Der Plaetsen | Belgique         | 49 s 00    | 861        | SB         |
| 17         | 3          | Artem Lukyanenko        | Russie           | 49 s 01    | 861        | PB         |
| 18         | 2          | Kevin Mayer             | France           | 49 s 53    | 836        |            |
| 19         | 3          | Andrei Krauchanka       | Biélorussie      | 49 s 65    | 831        |            |
| 20         | 1          | Oleksiy Kasyanov        | Ukraine          | 49 s 75    | 826        | SB         |
| 21         | 2          | Mikk Pahapill           | Estonie          | 49 s 84    | 822        | PB         |
| 22         | 1          | Brent Newdick           | Nouvelle-Zélande | 50 s 23    | 803        | SB         |
| 23         | 2          | Marcus Nilsson          | Suède            | 50 s 56    | 789        |            |
| 24         | 2          | Maicel Uibo             | Estonie          | 50 s 60    | 787        | PB         |
| 25         | 1          | Ali Kamé                | Madagascar       | 50 s 87    | 775        | SB         |
| 26         | 2          | Ingmar Vos              | Pays-Bas         | 51 s 02    | 768        |            |
| 27         | 3          | Sergey Sviridov         | Russie           | 51 s 13    | 763        |            |
| 28         | 2          | Keisuke Ushiro          | Japon            | 51 s 20    | 760        |            |
|            | 2          | Román Gastaldi          | Argentine        | DQ         | 0          |            |
|            | 1          | Trey Hardee             | États-Unis       | DNS        | 0          |            |
|            | 1          | Kurt Felix              | Grenade          | DNS        | 0          |            |

| 110 mètres haies | 110 mètres haies | 110 mètres haies        | 110 mètres haies | 110 mètres haies | 110 mètres haies | 110 mètres haies |
| Rang             | Séries           | Athlète                 | Nationalité      | Temps            | Points           | Notes            |
| ---------------- | ---------------- | ----------------------- | ---------------- | ---------------- | ---------------- | ---------------- |
| 1                | 4                | Ashton Eaton            | États-Unis       | 13 s 72          | 1011             |                  |
| 2                | 4                | Rico Freimuth           | Allemagne        | 13 s 90          | 987              |                  |
| 3                | 4                | Damian Warner           | Canada           | 13 s 96          | 980              |                  |
| 4                | 4                | Carlos Chinin           | Brésil           | 14 s 05          | 968              | PB               |
| 5                | 4                | Eelco Sintnicolaas      | Pays-Bas         | 14 s 18          | 951              |                  |
| 6                | 4                | Artem Lukyanenko        | Russie           | 14 s 21          | 948              |                  |
| 6                | 1                | Kevin Mayer             | France           | 14 s 21          | 948              | PB               |
| 8                | 4                | Michael Schrader        | Allemagne        | 14 s 29          | 937              |                  |
| 9                | 3                | Willem Coertzen         | Afrique du Sud   | 14 s 30          | 936              |                  |
| 10               | 3                | Ilya Shkurenev          | Russie           | 14 s 34          | 931              |                  |
| 11               | 3                | Pelle Rietveld          | Pays-Bas         | 14 s 37          | 927              |                  |
| 12               | 4                | Andrei Krauchanka       | Biélorussie      | 14 s 44          | 918              |                  |
| 13               | 3                | Pascal Behrenbruch      | Allemagne        | 14 s 46          | 916              |                  |
| 14               | 3                | Mikk Pahapill           | Estonie          | 14 s 54          | 906              | PB               |
| 15               | 3                | Gunnar Nixon            | États-Unis       | 14 s 57          | 902              |                  |
| 16               | 1                | Mihail Dudas            | Serbie           | 14 s 59          | 900              | PB               |
| 17               | 1                | Leonel Suárez           | Cuba             | 14 s 62          | 896              | SB               |
| 18               | 2                | Thomas Van Der Plaetsen | Belgique         | 14 s 66          | 891              | SB               |
| 19               | 2                | Eduard Mikhan           | Biélorussie      | 14 s 82          | 871              |                  |
| 20               | 3                | Gaël Quérin             | France           | 14 s 87          | 865              |                  |
| 21               | 2                | Marcus Nilsson          | Suède            | 14 s 04          | 845              |                  |
| 22               | 1                | Brent Newdick           | Nouvelle-Zélande | 15 s 19          | 827              | SB               |
| 23               | 2                | Ali Kamé                | Madagascar       | 15 s 20          | 825              | SB               |
| 24               | 1                | Sergey Sviridov         | Russie           | 15 s 23          | 822              | SB               |
| 25               | 2                | Maicel Uibo             | Estonie          | 15 s 29          | 815              |                  |
| 26               | 2                | Keisuke Ushiro          | Japon            | 15 s 32          | 811              |                  |
|                  | 2                | Ingmar Vos              | Pays-Bas         | DQ               | 0                |                  |
|                  | 1                | Oleksiy Kasyanov        | Ukraine          | DNF              |                  |                  |
|                  | 1                | Román Gastaldi          | Argentine        | DNS              | 0                |                  |

| Lancer du disque | Lancer du disque | Lancer du disque        | Lancer du disque | Lancer du disque | Lancer du disque | Lancer du disque |
| Rang             | Groupe           | Athlète                 | Nationalité      | Résultats        | Points           | Notes            |
| ---------------- | ---------------- | ----------------------- | ---------------- | ---------------- | ---------------- | ---------------- |
| 1                | A                | Rico Freimuth           | Allemagne        | 48,74 m          | 844              |                  |
| 2                | A                | Eduard Mikhan           | Biélorussie      | 48,00 m          | 829              |                  |
| 3                | A                | Mikk Pahapill           | Estonie          | 47,57 m          | 820              |                  |
| 4                | A                | Michael Schrader        | Allemagne        | 46,44 m          | 797              | PB               |
| 5                | A                | Leonel Suárez           | Cuba             | 46,41 m          | 796              | SB               |
| 6                | A                | Andrei Krauchanka       | Biélorussie      | 46,12 m          | 790              |                  |
| 7                | A                | Carlos Chinin           | Brésil           | 45,84 m          | 784              | SB               |
| 8                | A                | Pascal Behrenbruch      | Allemagne        | 45,66 m          | 780              |                  |
| 9                | A                | Kevin Mayer             | France           | 45,37 m          | 774              | PB               |
| 10               | A                | Keisuke Ushiro          | Japon            | 45,31 m          | 773              |                  |
| 11               | A                | Sergey Sviridov         | Russie           | 45,26 m          | 772              |                  |
| 12               | A                | Ashton Eaton            | États-Unis       | 45,00 m          | 767              |                  |
| 13               | B                | Damian Warner           | Canada           | 44,13 m          | 749              | SB               |
| 14               | B                | Artem Lukyanenko        | Russie           | 44,06 m          | 748              |                  |
| 15               | A                | Ilya Shkurenev          | Russie           | 44,06 m          | 748              |                  |
| 16               | B                | Mihail Dudaš            | Serbie           | 44,06 m          | 748              | SB               |
| 17               | B                | Willem Coertzen         | Afrique du Sud   | 43,25 m          | 731              |                  |
| 18               | B                | Ingmar Vos              | Pays-Bas         | 42,77 m          | 721              |                  |
| 19               | A                | Marcus Nilsson          | Suède            | 42,49 m          | 715              |                  |
| 20               | B                | Brent Newdick           | Nouvelle-Zélande | 42,49 m          | 715              |                  |
| 21               | B                | Gunnar Nixon            | États-Unis       | 42,38 m          | 713              | PB               |
| 22               | A                | Maicel Uibo             | Estonie          | 41,84 m          | 702              |                  |
| 23               | B                | Thomas van der Plaetsen | Belgique         | 41,17 m          | 688              |                  |
| 24               | B                | Eelco Sintnicolaas      | Pays-Bas         | 39,21 m          | 649              |                  |
| 25               | B                | Gaël Quérin             | France           | 38,34 m          | 631              |                  |
| 26               | B                | Pelle Rietveld          | Pays-Bas         | 38,06 m          | 625              |                  |
| 27               | B                | Ali Kamé                | Madagascar       | 36,86 m          | 601              |                  |
|                  | B                | Oleksiy Kasyanov        | Ukraine          | NM               | 0                |                  |
|                  | B                | Román Gastaldi          | Argentine        | DNS              | 0                |                  |

| Saut à la perche | Saut à la perche | Saut à la perche        | Saut à la perche | Saut à la perche | Saut à la perche | Saut à la perche |
| Rang             | Groupe           | Athlète                 | Nationalité      | Résultats        | Points           | Notes            |
| ---------------- | ---------------- | ----------------------- | ---------------- | ---------------- | ---------------- | ---------------- |
| 1                | A                | Ilya Shkurenev          | Russie           | 5,40 m           | 1035             | PB               |
| 2                | A                | Eelco Sintnicolaas      | Pays-Bas         | 5,30 m           | 1004             |                  |
| 3                | A                | Ashton Eaton            | États-Unis       | 5,20 m           | 972              | SB               |
| 4                | A                | Kevin Mayer             | France           | 5,20 m           | 972              | PB               |
| 5                | A                | Pelle Rietveld          | Pays-Bas         | 5,10 m           | 941              | PB               |
| 6                | A                | Thomas van der Plaetsen | Belgique         | 5,10 m           | 941              |                  |
| 6                | A                | Andrei Krauchanka       | Biélorussie      | 5,10 m           | 941              | SB               |
| 8                | A                | Carlos Chinin           | Brésil           | 5,10 m           | 941              | PB               |
| 9                | A                | Michael Schrader        | Allemagne        | 5,00 m           | 910              |                  |
| 10               | A                | Mikk Pahapill           | Estonie          | 5,00 m           | 910              | SB               |
| 11               | A                | Artem Lukyanenko        | Russie           | 5,00 m           | 910              |                  |
| 12               | A                | Maicel Uibo             | Estonie          | 4,90 m           | 880              |                  |
| 13               | B                | Leonel Suárez           | Cuba             | 4,90 m           | 880              | SB               |
| 14               | B                | Rico Freimuth           | Allemagne        | 4,90 m           | 880              | PB               |
| 14               | B                | Mihail Dudaš            | Serbie           | 4,90 m           | 880              | PB               |
| 16               | A                | Keisuke Ushiro          | Japon            | 4,90 m           | 880              | PB               |
| 17               | B                | Damian Warner           | Canada           | 4,80 m           | 849              | PB               |
| 18               | A                | Pascal Behrenbruch      | Allemagne        | 4,70 m           | 819              |                  |
| 19               | B                | Gunnar Nixon            | États-Unis       | 4,60 m           | 790              |                  |
| 20               | B                | Eduard Mikhan           | Biélorussie      | 4,60 m           | 790              |                  |
| 21               | B                | Willem Coertzen         | Afrique du Sud   | 4,50 m           | 760              | SB               |
| 22               | B                | Sergey Sviridov         | Russie           | 4,50 m           | 760              | SB               |
| 23               | B                | Marcus Nilsson          | Suède            | 4,50 m           | 760              |                  |
| 23               | B                | Brent Newdick           | Nouvelle-Zélande | 4,50 m           | 760              |                  |
| 25               | B                | Ali Kamé                | Madagascar       | 4,20 m           | 673              | SB               |
|                  | B                | Ingmar Vos              | Pays-Bas         | NM               | 0                |                  |
|                  | A                | Gaël Quérin             | France           | NM               | 0                |                  |
|                  | B                | Oleksiy Kasyanov        | Ukraine          | DNS              | 0                |                  |
|                  | B                | Román Gastaldi          | Argentine        | DNS              | 0                |                  |

| Lancer du javelot | Lancer du javelot | Lancer du javelot       | Lancer du javelot | Lancer du javelot | Lancer du javelot | Lancer du javelot |
| Rang              | Groupe            | Athlète                 | Nationalité       | Résultats         | Points            | Notes             |
| ----------------- | ----------------- | ----------------------- | ----------------- | ----------------- | ----------------- | ----------------- |
| 1                 | A                 | Sergey Sviridov         | Russie            | 69,38 m           | 880               | PB                |
| 2                 | A                 | Willem Coertzen         | Afrique du Sud    | 69,35 m           | 879               | PB                |
| 3                 | B                 | Leonel Suárez           | Cuba              | 68,61 m           | 868               | SB                |
| 4                 | A                 | Keisuke Ushiro          | Japon             | 67,65 m           | 854               | SB                |
| 5                 | A                 | Pascal Behrenbruch      | Allemagne         | 67,07 m           | 845               |                   |
| 6                 | B                 | Kevin Mayer             | France            | 66,09 m           | 830               | PB                |
| 7                 | A                 | Ali Kamé                | Madagascar        | 65,76 m           | 825               | PB                |
| 8                 | A                 | Michael Schrader        | Allemagne         | 65,67 m           | 824               | PB                |
| 9                 | B                 | Thomas van der Plaetsen | Belgique          | 65,31 m           | 818               | PB                |
| 10                | B                 | Ashton Eaton            | États-Unis        | 64,83 m           | 811               |                   |
| 11                | B                 | Damian Warner           | Canada            | 64,67 m           | 808               | PB                |
| 12                | B                 | Pelle Rietveld          | Pays-Bas          | 64,38 m           | 804               |                   |
| 13                | A                 | Mikk Pahapill           | Estonie           | 62,89 m           | 781               |                   |
| 14                | A                 | Ingmar Vos              | Pays-Bas          | 62,10 m           | 769               | SB                |
| 15                | B                 | Artem Lukyanenko        | Russie            | 61,83 m           | 765               |                   |
| 16                | B                 | Carlos Chinin           | Brésil            | 59,98 m           | 738               | PB                |
| 17                | B                 | Andrei Krauchanka       | Biélorussie       | 59,98 m           | 738               |                   |
| 18                | A                 | Maicel Uibo             | Estonie           | 59,63 m           | 732               | PB                |
| 19                | B                 | Ilya Shkurenev          | Russie            | 59,46 m           | 730               | PB                |
| 20                | B                 | Mihail Dudaš            | Serbie            | 59,06 m           | 724               | SB                |
| 21                | A                 | Gunnar Nixon            | États-Unis        | 57,97 m           | 707               |                   |
| 22                | A                 | Brent Newdick           | Nouvelle-Zélande  | 57,30 m           | 697               |                   |
| 23                | B                 | Eelco Sintnicolaas      | Pays-Bas          | 56,75 m           | 689               | SB                |
| 24                | B                 | Rico Freimuth           | Allemagne         | 56,21 m           | 681               |                   |
| 25                | A                 | Marcus Nilsson          | Suède             | 54,86 m           | 661               |                   |
| 26                | A                 | Eduard Mikhan           | Biélorussie       | 50,74 m           | 600               |                   |
| 27                | A                 | Gaël Quérin             | France            | 50,66 m           | 598               |                   |

| 1 500 mètres | 1 500 mètres | 1 500 mètres            | 1 500 mètres     | 1 500 mètres  | 1 500 mètres | 1 500 mètres |
| Rang         | Séries       | Athlète                 | Nationalité      | Temps         | Points       | Notes        |
| ------------ | ------------ | ----------------------- | ---------------- | ------------- | ------------ | ------------ |
| 1            | 1            | Gaël Quérin             | France           | 4 min 18 s 58 | 821          |              |
| 2            | 1            | Marcus Nilsson          | Suède            | 4 min 20 s 11 | 811          | SB           |
| 3            | 2            | Leonel Suárez           | Cuba             | 4 min 23 s 87 | 785          | SB           |
| 4            | 2            | Willem Coertzen         | Afrique du Sud   | 4 min 24 s 60 | 780          | SB           |
| 5            | 2            | Eelco Sintnicolaas      | Pays-Bas         | 4 min 24 s 64 | 780          | SB           |
| 6            | 2            | Kevin Mayer             | France           | 4 min 25 s 04 | 777          |              |
| 7            | 2            | Michael Schrader        | Allemagne        | 4 min 25 s 38 | 775          | SB           |
| 8            | 1            | Mihail Dudaš            | Serbie           | 4 min 26 s 62 | 767          | SB           |
| 9            | 2            | Ashton Eaton            | États-Unis       | 4 min 29 s 80 | 746          | SB           |
| 10           | 2            | Damian Warner           | Canada           | 4 min 29 s 97 | 745          | SB           |
| 11           | 1            | Artem Lukyanenko        | Russie           | 4 min 32 s 97 | 725          | PB           |
| 12           | 1            | Mikk Pahapill           | Estonie          | 4 min 33 s 16 | 724          | PB           |
| 13           | 1            | Eduard Mikhan           | Biélorussie      | 4 min 33 s 71 | 720          |              |
| 14           | 2            | Gunnar Nixon            | États-Unis       | 4 min 35 s 82 | 707          |              |
| 15           | 1            | Pelle Rietveld          | Pays-Bas         | 4 min 35 s 94 | 706          | SB           |
| 16           | 2            | Carlos Chinin           | Brésil           | 4 min 36 s 01 | 706          |              |
| 17           | 2            | Ilya Shkurenev          | Russie           | 4 min 36 s 95 | 700          |              |
| 18           | 2            | Pascal Behrenbruch      | Allemagne        | 4 min 37 s 21 | 698          |              |
| 19           | 2            | Rico Freimuth           | Allemagne        | 4 min 37 s 83 | 694          |              |
| 20           | 2            | Thomas van der Plaetsen | Belgique         | 4 min 37 s 93 | 693          | SB           |
| 21           | 1            | Brent Newdick           | Nouvelle-Zélande | 4 min 38 s 54 | 690          | SB           |
| 22           | 1            | Keisuke Ushiro          | Japon            | 4 min 38 s 91 | 687          |              |
| 23           | 2            | Andrei Krauchanka       | Biélorussie      | 4 min 39 s 63 | 683          |              |
| 24           | 1            | Sergey Sviridov         | Russie           | 4 min 46 s 43 | 640          | SB           |
| 25           | 1            | Maicel Uibo             | Estonie          | 4 min 48 s 29 | 629          |              |
|              | 1            | Ali Kamé                | Madagascar       | DNS           | 0            |              |
|              | 1            | Ingmar Vos              | Pays-Bas         | DNS           | 0            |              |

## Légende
Records et Performances
- AR : Record continental (area record)
- CR : Record des championnats (championship record)
- MR : Record du meeting (meet record)
- NR : Record national (national record)
- OR : Record olympique (olympic record)
- PR : Record paralympique (paralympic record)
- PB : Record personnel (personal best)
- SB : Meilleure performance personnelle de la saison (season's best)
- WL : Meilleure performance mondiale de l'année (world leader)
- WJR : Record du monde junior (world junior record)
- WR : Record du monde (world record)

Circonstances et Conditions
- DNF : N'a pas terminé (did not finish)
- DNS : N'a pas pris le départ (did not start)
- DQ : Disqualification (disqualification)
- NM : Aucun essai valable enregistré (No Mark)
- Q : Qualifié « directement » au prochain tour (ou à la prochaine compétition), lors d'une compétition majeure, grâce au classement ou à la réalisation des minima (automatic qualifier)
- q : Qualifié au prochain tour (ou à la prochaine compétition), lors d'une compétition majeure, grâce au repêchage ou à la réalisation de l'une des meilleures performances parmi celles des « non qualifiés directement » (grâce au meilleur temps ou à la meilleure distance par exemple) (secondary qualifier)